# 孝建
孝建（こうけん）は、南北朝時代、南朝宋の孝武帝劉駿の治世に行われた最初の年号。454年 - 456年。

## 西暦・干支との対照表
| 孝建 | 元年  | 2年   | 3年   |
| 西暦 | 454年 | 455年 | 456年 |
| 干支 | 甲午  | 乙未  | 丙申  |

## 北朝の年号
- 北魏：興光1 - 太安2